# 1658
Năm 1658 (số La Mã: MDCLVIII) là một năm thường bắt đầu vào thứ Ba trong lịch Gregory (hoặc một năm thường bắt đầu vào thứ sáu của lịch Julius chậm hơn 10 ngày).